# 系統
系統（英語：system）泛指由一群有關聯的個體組成，根據某種規則運作，能完成個別元件不能單獨完成的工作的群體。
系統分為自然系統與人為系統兩大類。

## 歷史
「系统」一名词，源自於古希臘語：（systēma），日本漢字書為「系統」，成為中文名詞 。其涵义最早可追溯到柏拉圖、亞里士多德（政治學）和歐幾里德（《几何原本》）等。它的意思是「總体」、「整体」或「聯盟」。
在19世紀第一個发展自然科學上「系統」概念的，是研究熱力學的法國物理學家尼古拉·卡諾。1824年，他研究了蒸汽發動機中的「工作物質」，即通常说的水蒸汽，在一个由鍋爐、冷儲（冷水流）、活塞组成的体系中做功的能力。德國物理學家克勞修斯扩展了系统的含义，使之包括了環境的概念。
生物學家贝塔郎非是发展一般系統論的一个先驱。1945年他引入了讨论廣義系統或它們的子類的模型和法则，而不纠缠于其特定種類、性質、組成要素之間的关系或相互作用等细节。
诺伯特·维纳及Ross Ashby应用数学方法对控制论及系统概念做出了重大发展。

## 自然系統

### 生態系統
在大自然中，所有生物共同組成一個生態系統。

### 大氣系統
天氣，氣候的演變。

## 人為系統

### 生活中的系統

#### 社會系統
為達成某共同目標，而依規律化的交互作用，或相互依賴的事物之結合，所構成之整體。政府、商業機構可視為由人組成的系統。

#### 工程系统
相互作用的元素组合，以实现一个、或多个指定用途。

##### 電子系統
電視由電阻、電容等電子零件組成，根據預先編排的線路工作。

##### 操作系统
管理计算机硬件与软件资源的系统软件。

## 子系統
子系統(subsystem)也是由一群有關聯的個體所組成的系統，多半會是更大系統中的一部分。